# Фоссиль Блуф (антарктична станція)
Фоссиль Блуф (англ. Fossil Bluff) — британська сезонна (весняно-осіння) технічна та науково-дослідна станція в Антарктиці, заснована у 1961 році. Розташована на висоті 92 м над р. м. у межах Землі Палмера, неподалік від Землі Олександра I. Населення в середньому становить 3 особи (максимум до 6 осіб).
«Фоссиль Блуф» є технічною станцією, яка діє з жовтня по березень з метою обслуговування літаків у льотний сезон. Тут здійснюється заправка пальним і технічне обслуговування літаків. З 2005 року на станції працює метеорологічна станція.